# أبو ضحى
أبو ضحى (بالإنجليزية: Abu Doha)‏‏ (1963 في الجزائر - ) موسيقي جزائري، يُزعم أنه عضو في تنظيم القاعدة وشبكات الجماعة السلفية للدعوة والقتال.
طلب أبو ضحى اللجوء عندما وصل إلى بريطانيا لأول مرة عام 1994. غادر البلاد إلى أفغانستان عام 1996 وبقي فيها حتى عام 1999 ، حيث حضر تدريب معسكر خلدن.
نتيجة لتحقيق ألماني، تم اعتقاله في مطار لندن هيثرو في فبراير 2001 أثناء محاولته السفر إلى جدة بالمملكة العربية السعودية بجواز سفر مزور. حيث احتُجز بتهم الإرهاب بينما يشتبه في أن رفيقه في السفر رابح قدري خالف قوانين الهجرة.